# Reynaldo Hahn
Reynaldo Hahn (ur. 9 sierpnia 1874 w Caracas, zm. 28 stycznia 1947 w Paryżu) – francuski kompozytor, dyrygent i krytyk muzyczny. 
Urodzony jako Wenezuelczyk, obywatelstwo francuskie przyjął w roku 1912. Studiował w paryskim konserwatorium u Jules'a Masseneta, który wywarł duży wpływ na jego twórczość. Obdarzony pięknym głosem, często sam wykonywał skomponowane przez siebie pieśni. Szczególnie cenił muzykę Mozarta. Jako krytyk muzyczny publikował w „Le Figaro”. W latach 1945–1947 był dyrektorem Opery Paryskiej. Wśród jego dzieł największym powodzeniem cieszyły się operetki, opery komiczne i cykle pieśni.

## Główne dzieła
- Les Chansons grises, 1893 – cykl pieśni
- Ciboulette, 1923 – operetka
- Brummel, 1931 – operetka
- Malvina, 1935 – operetka
- Le Marchand de Venise, 1935 – opera
- L'Île du rêve, 1898 – opera komiczna
- La Carmélite, 1902 – opera komiczna